# Campanula rosmarinifolia
Campanula rosmarinifolia är en klockväxtart som beskrevs av Kerr. Campanula rosmarinifolia ingår i släktet blåklockor, och familjen klockväxter.
Artens utbredningsområde är Thailand. Inga underarter finns listade i Catalogue of Life.